# Zoura
Zoura är en ort i Burkina Faso.   Den ligger i provinsen Province du Bam och regionen Centre-Nord, i den centrala delen av landet, 100 km norr om huvudstaden Ouagadougou. Zoura ligger 315 meter över havet och antalet invånare är 908.
Terrängen runt Zoura är platt. Närmaste större samhälle är Kongoussi, 7,9 km nordväst om Zoura.
Trakten runt Zoura består i huvudsak av gräsmarker. Runt Zoura är det ganska tätbefolkat, med 80 invånare per kvadratkilometer.